# Cantieri Romani
Cantieri Romani (in italiano con testo inglese a fronte) è la pubblicazione che accompagna l'esposizione omonima del 2001 alla Galleria Comunale d'Arte Moderna e Contemporanea (oggi MACRO) di Roma.
Il volume è un documento insolito che raccoglie la descrizione di alcuni dei cantieri aperti a Roma in vista del Giubileo del 2000, attraverso le testimonianze pittoriche di venti artisti che operano nella città.
Per la preparazione dell'anno Giubilare, che segna la fine del II millennio, a Roma vengono aperti dai settecento ai mille cantieri circa, con uno sforzo che nella seconda metà del XX secolo ha avuto un precedente analogo solo in occasione dei lavori realizzati per i Giochi Olimpici del 1960. Mafai, Afro, Capogrossi e molti altri artisti, dipinsero la Roma di allora nei suoi mutamenti.
In quest'altra occasione di cambiamento della città, Andrea Aquilanti, Carlo Bertocci, Enzo Cucchi, Fabrice de Nola, Stefano Di Stasio, Paolo Fiorentino, Daniele Galliano, Paola Gandolfi, Federico Guida, Felice Levini, Massimo Livadiotti, Fabio Mauri, Giorgio Ortona, Federico Pietrella, Luca Pignatelli, Cristiano Pintaldi, Piero Pizzi Cannella, Gioacchino Pontrelli, Mauro Reggio e Francesca Tulli, restando fedeli alle loro poetiche, si dedicano ad una pittura le cui immagini si fanno testimoni dei mutamenti in corso e, al contrario dei loro predecessori degli anni 1960, stavolta senza spirito nostalgico.
Il libro contiene le riproduzioni a colori delle venti opere, i testi di Arnaldo Romani Brizzi e Ludovico Pratesi e le schede biografiche sugli artisti a cura di Sabrina Vedovotto..

## Edizioni
- Arnaldo Romani Brizzi, Ludovico Pratesi, Cantieri Romani, collana Architettura, Urbanistica, Ambiente, Gangemi Editore, 2001,  pp. 78,, ISBN 88-492-0151-6.